# Јакићи Долињи
Јакићи Долињи (хрв. Jakići Dolinji, итал. Iachici Inferiore) су насељено место у општини Свети Ловреч, Истарска жупанија, Хрватска.

## Историја
До територијалне реорганизације у Хрватској били су у саставу старе општине Пореч.

## Становништво
У попису становништва из 2011. године, Јакићи Долињи су имали 24 становника.
| Број становника према пописима | Број становника према пописима | Број становника према пописима | Број становника према пописима | Број становника према пописима | Број становника према пописима | Број становника према пописима | Број становника према пописима | Број становника према пописима | Број становника према пописима | Број становника према пописима | Број становника према пописима | Број становника према пописима | Број становника према пописима | Број становника према пописима | Број становника према пописима |
| ------------------------------ | ------------------------------ | ------------------------------ | ------------------------------ | ------------------------------ | ------------------------------ | ------------------------------ | ------------------------------ | ------------------------------ | ------------------------------ | ------------------------------ | ------------------------------ | ------------------------------ | ------------------------------ | ------------------------------ | ------------------------------ |
| 1857                           | 1869                           | 1880                           | 1890                           | 1900                           | 1910                           | 1921                           | 1931                           | 1948                           | 1953                           | 1961                           | 1971                           | 1981                           | 1991                           | 2001                           | 2011                           |
| 0                              | 0                              | 0                              | 0                              | 0                              | 49                             | 0                              | 0                              | 30                             | 28                             | 24                             | 21                             | 14                             | 18                             | 25                             | 24                             |

Напомена: Године 1910. и 1948. исказивано под именом Јакићи, а од 1953. до 1991. под именом Јакићи I. Године 1921. и 1931. подаци се налазе у насељу Бадерна (Пореч). Као део насеља исказује се од 1910, а као насеље од 1948.